# Dries De Pooter
Dries De Pooter (né le 8 novembre 2002 à Geel) est un coureur cycliste belge, membre de l'équipe Intermarché-Circus-Wanty.

## Biographie
En juillet 2018, Dries De Pooter devient champion de Belgique du contre-la-montre par équipes chez les cadets (moins de 17 ans). Deux ans, plus tard, il crée la surprise en devenant champion de Belgique sur route juniors (moins de 19 ans), à l'issue d'un sprint à deux avec son coéquipier Ramses Debruyne.
En 2021, pour son arrivée chez les moins de 23 ans, il rejoint l'équipe continentale SEG Racing Academy. En juin, il participe à deux manches de la Coupe des Nations U23 avec l'équipe de Belgique. En août, il se classe quatrième du championnat de Belgique sur route espoirs,  puis il court la fin de saison comme stagiaire au sein de l'équipe World Tour Intermarché-Wanty-Gobert Matériaux. Lors de la saison 2022, après l'arrêt de la formation SEG Racing Academy, il rejoint l'équipe continentale américaine Hagens Berman Axeon. Il annonce également avoir signé un contrat professionnel avec l'équipe Intermarché-Wanty-Gobert Matériaux à partir de 2023.
Lors de l'année 2022, il remporte au sprint la première étape du Flanders Tomorrow Tour et porte le maillot de leader pendant un jour.

## Style
Dries De Pooter se considère comme un coureur polyvalent : « Je ne suis pas un pur sprinteur, ni un pur grimpeur, ni un pur rouleur. Je n'excelle dans aucun domaine, mais je me débrouille très bien dans les trois secteurs. ».

## Palmarès
- 2018
  -  Champion de Belgique du contre-la-montre par équipes cadets
- 2020
  -  Champion de Belgique sur route juniors
- 2022
  - 1re étape du Flanders Tomorrow Tour

## Résultats sur les grands tours

### Tour d'Italie
1 participation
- 2024 : 106e

## Classements mondiaux
| Année                                 | 2021  | 2022  | 2023  | 2024  |
| ------------------------------------- | ----- | ----- | ----- | ----- |
| Classement mondial                    | 1282e | 1936e | 1259e | 1441e |
| UCI Europe Tour                       | 923e  | 1245e | nc    | nc    |
|                                       |       |       |       |       |
| Légende : nc = non classéSource : UCI |       |       |       |       |